# Benjamin Orr
Benjamin Orzechowski, művésznevén Benjamin Orr vagy Ben Orr (Lakewood, 1947. szeptember 8. – Atlanta, 2000. október 3.) amerikai énekes, zenész és dalszerző, aki leginkább a The Cars együttes énekeseként, basszusgitárosaként és társ-dalszerzőjeként volt ismert. Az együttes több ismert dalában is vokálozott ("Just What I Needed", "Let's Go", "Drive"). Szólóelőadóként is aktív volt, "Stay the Night" című dala mérsékelten sikeres is lett, szólóban egy nagylemeze látott napvilágot. Cseh, német, orosz és lengyel felmenőkkel is rendelkezett.
2000 áprilisában hasnyálmirigyrákkal diagnosztizálták, az év októberében pedig (néhány nappal utolsó koncertje után) atlantai otthonában elhunyt. 2018-ban posztumusz módon beiktatták a Rock and Roll Hall of Fame-be.

## Diszkográfia

### Szólóalbum
- The Lace (1986)